# 베르나르도 코라디
베르나르도 코라디(이탈리아어: Bernardo Corradi berˈnardo korˈraːdi[*], 1976년 3월 30일, 토스카나 주 시에나 ~)는 이탈리아의 전직 프로 축구 선수로, 현역 시절 공격수로 활약했으며, 이후 감독일을 하고 있다. 그는 이탈리아, 스페인, 그리고 잉글랜드의 여러 1부 구단을 돌아다녔고, 캐나다 메이저 리그 사커의 앵팍 드 몽레알에서 2012년에 은퇴했다.
그는 전 이탈리아 국가대표 선수이기도 하며, 2003년과 2004년 사이에 13번의 경기에 출전해 2골을 기록했다. 코라디는 자국을 대표로 유로 2004에 참가했다.
그는 현재 이탈리아 U-17 국가대표팀을 지도하고 있다.

## 클럽 경력

### 초기 경력
코라디는 당시 세리에 C1에 속해 있던 시에나에서 축구를 시작했다. 그는 이후 세리에 C2의 US 포지본시로 떠났다. 그는 이 곳에서 2년을 활약했는데, 1년은 세리에 C2에서 2년차는 세리에 D에서 보냈다. 1996년, 그는 토스카니 주의 세리에 C2에 속한 폰사코로 이적했다. 1997년 중반, 그는 사르데냐의 칼리아리로 이적해 2경기를 뛰고 몬테바르키로 11월에 임대되었다. 이듬해, 그는 피델리스 안드리아로 임대되었다. 1999년, 그는 칼리아리로 복귀해 첫 세리에 A 경기를 뛰었다.

### 키에보 베로나와 인테르나치오날레
2000년, 코라디는 키에보 베로나와 인테르나치오날레와 공동계약을 맺었다. 코라디는 자신의 공중 경합력을 살려 중앙 공격수로 두각을 내 키에보 베로나 소속으로 첫 세리에 A 골을 신고했다. 그는 2년 동안 베로나에서 뛰다가 인테르나치오날레가 €4M을 지불해 남은 지분을 모두 가져갔다.
크리스티안 비에리의 이상적인 후계자로 판단되었던 그는 스포르팅을 상대로 처음이자 마지막으로 인테르나치오날레 경기에 출전했다. 호나우두가 레알 마드리드로 떠나면서, 인테르나치오날레는 라치오의 에르난 크레스포를 영입했고, 계약에 따라 코라디를 반대로 라치오에 보냈는데, 당시 이적료는 크레스포가 €38M이었고, 코라디가 €12M이었다. 이후 라치오가 코라디의 나머지 지분 €5.5M을 매입해 나머지는 10년 특수 할부 상환 기금으로 유예되었다.

### 라치오
코라디는 라치오 첫 경기에서 골문을 열었고, 클라우디오 로페스와 주전 공격수로 나선 가운데 엔리코 키에사와 시모네 인차기가 후보로 대기했다. 그는 2003년 7월에 계약 연장 제의를 받았다. 그는 2년차에 로베르토 무치, 로페스 혹은 인차기와 함께 주전으로 기용되었다. 코라디는 두 시즌 모두 10골씩 뽑아냈고, 유벤투스와의 코파 이탈리아 경기에서 귀중한 원정 골을 넣어 코파 이탈리아 우승에 공을 세웠다.

### 발렌시아
코라디는 2004년 여름에 €10M에 발렌시아로 라치오 동료 스테파노 피오레와 입단해 앞서 가이스카 멘디에타가 발렌시아에서 라치오로 €42M의 이적료가 발생했을 때 미지급한 €16.6M의 이적료를 갚았다. 코라디는 시즌 초에 UEFA 슈퍼컵을 손에 넣으며 스페인에서 출발했다. 그러나, 같은 이탈리아인 클라우디오 라니에리 감독이 구단을 떠나면서, 그의 1군 입지는 기량의 하락과 함께 약해졌다. 그는 2005-06 시즌에 파르마로 임대되어 이탈리아 무대에 복귀해 36경기에 출전하여 10골을 기록했다.

### 맨체스터 시티
2006년 시즌이 막을 내리고 7월 20일, 그는 발렌시아에서 맨체스터 시티로 프리미어리그 구단과 3년 계약을 체결하며 비공개 이적료로 이적했다.
코라디는 첼시를 상대로 프리미어리그 2006-07 시즌 개막전에 첫 경기를 치렀지만, 마이클 에시엔과 충돌로 경고 누적에 따라 퇴장당했다. 코라디는 13번째 출전한 경기에서 마침내 골맛을 보았는데, 2006년 11월 18일에 풀럼을 상대로 2골을 몰아쳐, 구단 첫 이탈리아인 득점자로 이름을 올렸다. 12월, 코라디는 맨체스터 유나이티드와의 경기에서 페널티킥을 유도하려 넘어져 2번째 경고를 받고 퇴장당했다. 맨체스터 더비에서 퇴장당한 것은 오심이라 주장한 스튜어트 피어스 감독을 분노케 했다.
코라디는 2006-07 시즌에 3골 득점에 그쳤고, 에밀 음펜자에게 주전을 내주었는데, 나머지 한 골은 포츠머스와의 2월 경기에서 기록했다. 코라디는 부진한 활약 후 맨체스터 시티를 떠날 것으로 전망되었다. 스벤-예란 에릭손 감독이 신임 감독으로 취임했을 때, 코라디는 인상적인 활약을 할 기회를 받아 2007년 개막 전 경기에서 4골을 기록했다. 그러나, 프리미어리그 및 리그컵 경기에 출전 기회를 잡지 못하면서 시즌이 끝날 때까지 파르마로 임대되었다.
코라디는 새로 입단한 구단에서 인상적인 활약을 펼쳤지만, 징계 문제로 골머리를 앓았는데, 로마와의 경기 전반전에 퇴장당했다. 그는 15번의 경기에 선발로 출전해 5골을 기록했고, 주장 완장을 찼다.

### 레지나와 우디네세
2008년 7월 30일, 맨체스터 시티는 코라디가 계약을 해지하여 방출되었음을 발표했고, 이탈리아 무대로 복귀해 레지나로 갔다. 2009년 5월 31일, 코라디는 구단과 상호 계약 해지로 떠났다.
7월 3일, 그는 우디네세로 자유 이적했고, 주로 교체로 출전했다.

### 앵팍 드 몽레알
2012년 3월 3일, 코라디는 1-0으로 이긴 스웨덴의 헤켄과의 개막 전 경기에서 인상적인 첫 경기를 치렀다. 그는 저스틴 매프와 후반 시작과 함께 교체되어 45분을 소화했다. 2012년 3월 15일, 앵팍 드 몽레알은 그가 6개월 계약을 맺고 계약을 연장할 권한도 가져갔다고 발표했다. 그는 4월 14일, 댈러스와의 경기에서 61분에 페널티킥으로 첫 메이저 리그 사커 골을 기록했다.
코라디는 2012년 12월 7일에 몽레알에서 방출되었다.

## 국가대표팀 경력
코라디는 2003년부터 2004년까지 이탈리아 국가대표팀 경기에 13번 출전해 2골을 기록했다. 2003년 2월, 그는 조반니 트라파토니 감독의 국가대표팀에 처음 차출됐을 때 크리스티안 비에리의 대체자원으로 평가되었다. 그는 2월 12일에 포르투갈과의 안방 친선경기에 첫 국가대표팀 경기에 출전해 1-0 결승골을 기록했다. 그는 이후 유로 2004 최종 명단에 이름을 올려 2-1로 이긴 불가리아와의 조별 리그 최종전에 출전했지만, 이탈리아는 1패도 당하지 않고 덴마크와 스웨덴 축구 국가대표팀에 3개국이 승점 5점으로 동률인 가운데 상대 전적에서 밀려 탈락했다.
2004년 말, 그는 발렌시아 동료 마르코 디 바이오와 함께 마르첼로 리피가 새로이 취임한 이탈리아 국가대표팀의 전방을 2006년 월드컵 예선전 기간 초반을 책임졌다. 그러나, 루카 토니와 알베르토 질라르디노가 개가를 올리는 와중에 코라디가 발렌시아에서 고전하면서, 다시 국가대표팀 차출 기회를 잡지 못했다.

## 경기 방식
이탈리아 매체에서 "구식" 중앙 공격수로 수식되는 코라디는 장신의 강인하며, 신체적으로 센 스트라이커로 골 냄새를 잘 맡으며, 공중 경합에 두각을 나타냈다. 그는 공을 효율적으로 잡으며, 수비를 압박해 공 회수를 도왔다. 전성기에, 그는 피에를루이지 카시라기의 경기방식과 견주어졌다.

## 감독 경력
2017년, 그는 이탈리아 청소년 국가대표팀을 지도하기 시작했는데, 처음에는 이탈리아 U-17 국가대표팀 감독 카르미네 눈차타를 보좌했다. 이후, 그는 이탈리아 U-16 국가대표팀과 이탈리아 U-18 국가대표팀을 거쳐 2020년에 이탈리아 U-17 국가대표팀에 감독으로서 복귀했다.

## 방송 경력
베르나르도 코라디는(무용가 스테파노 데 마르티노와 함께) 2017년 5월부터 6월까지 조언가로서 2부 파시노 PGT가 주관한 카날레 5의 시모나 벤투라의 소개로 마리아 데 필리피의 이탈리아 탤런트 쇼 "셀피 - 바뀌는 것"에 출연했다.

## 사생활
2014년 6월, 코라디는 이탈리아 모델 엘레나 산타렐리를 배우자로 맞이했다.

## 경력 통계

### 클럽
| 구단                     | 시즌      | 리그             | 리그 | 리그 | 컵   | 컵 | 리그컵 | 리그컵 | 대륙 | 대륙 | 기타 | 기타 | 합계 | 합계 |
| 구단                     | 시즌      | 리그명           | 출장 | 골   | 출장 | 골 | 출장   | 골     | 출장 | 골   | 출장 | 골   | 출장 | 골   |
| ------------------------ | --------- | ---------------- | ---- | ---- | ---- | -- | ------ | ------ | ---- | ---- | ---- | ---- | ---- | ---- |
| 포지본시                 | 1994–95   | 세리에 C2        | 16   | 1    | 0    | 0  | —      | —      | —    | —    | 0    | 0    | 16   | 1    |
| 포지본시                 | 1995–96   | 세리에 D         | 31   | 8    | 0    | 0  | —      | —      | —    | —    | 0    | 0    | 31   | 8    |
| 포지본시                 | 합계      | 합계             | 47   | 9    | 0    | 0  | —      | —      | —    | —    | 0    | 0    | 47   | 9    |
| 폰사코                   | 1996–97   | 세리에 C2        | 31   | 6    | 0    | 0  | —      | —      | —    | —    | 0    | 0    | 31   | 6    |
| 칼리아리                 | 1997–98   | 세리에 B         | 2    | 0    | 3    | 0  | —      | —      | —    | —    | —    | —    | 5    | 0    |
| 칼리아리                 | 1998–99   | 세리에 A         | 0    | 0    | 0    | 0  | —      | —      | —    | —    | —    | —    | 0    | 0    |
| 칼리아리                 | 1999–2000 | 세리에 A         | 20   | 0    | 3    | 2  | —      | —      | —    | —    | —    | —    | 23   | 2    |
| 칼리아리                 | 합계      | 합계             | 22   | 0    | 6    | 2  | —      | —      | —    | —    | —    | —    | 28   | 2    |
| 몬테바르키 (임대)        | 1997–98   | 세리에 C1        | 26   | 5    | 0    | 0  | —      | —      | —    | —    | 0    | 0    | 26   | 5    |
| 피델리스 안드리아 (임대) | 1998–99   | 세리에 B         | 31   | 7    | 2    | 1  | —      | —      | —    | —    | —    | —    | 33   | 8    |
| 키에보 베로나            | 2000–01   | 세리에 B         | 36   | 12   | 3    | 1  | —      | —      | —    | —    | —    | —    | 39   | 13   |
| 키에보 베로나            | 2001–02   | 세리에 A         | 32   | 10   | 3    | 0  | —      | —      | —    | —    | —    | —    | 35   | 10   |
| 키에보 베로나            | 합계      | 합계             | 68   | 22   | 6    | 1  | —      | —      | —    | —    | —    | —    | 74   | 23   |
| 인테르나치오날레         | 2002–03   | 세리에 A         | 0    | 0    | 0    | 0  | —      | —      | 1    | 0    | —    | —    | 1    | 0    |
| 라치오                   | 2002–03   | 세리에 A         | 32   | 10   | 4    | 0  | —      | —      | 0    | 0    | —    | —    | 36   | 10   |
| 라치오                   | 2003–04   | 세리에 A         | 32   | 10   | 6    | 1  | —      | —      | 8    | 1    | —    | —    | 46   | 12   |
| 라치오                   | 합계      | 합계             | 64   | 20   | 10   | 1  | —      | —      | 8    | 1    | —    | —    | 82   | 22   |
| 발렌시아                 | 2004–05   | 라 리가          | 21   | 3    | 1    | 0  | —      | —      | 8    | 1    | 3    | 1    | 33   | 5    |
| 파르마 (임대)            | 2005–06   | 세리에 A         | 36   | 10   | 3    | 0  | —      | —      | —    | —    | —    | —    | 39   | 10   |
| 맨체스터 시티            | 2006–07   | 프리미어리그     | 25   | 3    | 3    | 0  | 1      | 0      | —    | —    | —    | —    | 29   | 3    |
| 파르마 (임대)            | 2007–08   | 세리에 A         | 27   | 5    | 0    | 0  | —      | —      | —    | —    | —    | —    | 27   | 5    |
| 레지나                   | 2008–09   | 세리에 A         | 30   | 10   | 1    | 1  | —      | —      | —    | —    | —    | —    | 31   | 11   |
| 우디네세                 | 2009–10   | 세리에 A         | 19   | 0    | 2    | 1  | —      | —      | —    | —    | —    | —    | 21   | 1    |
| 우디네세                 | 2010–11   | 세리에 A         | 18   | 1    | 2    | 3  | —      | —      | —    | —    | —    | —    | 20   | 4    |
| 우디네세                 | 합계      | 합계             | 37   | 1    | 4    | 4  | —      | —      | —    | —    | —    | —    | 41   | 5    |
| 앵팍 드 몽레알           | 2012      | 메이저 리그 사커 | 11   | 4    | 2    | 0  | —      | —      | —    | —    | —    | —    | 13   | 4    |
| 경력 합계                | 경력 합계 | 경력 합계        | 476  | 105  | 38   | 10 | 1      | 0      | 17   | 2    | 3    | 1    | 535  | 118  |

1. 1 2  챔피언스리그 출장 기록
2. ↑  챔피언스리그 6경기 출전 1골 기록, UEFA컵 2경기 출전 기록
3. ↑  수페르코파 데 에스파냐 2경기 출전 1골 기록, UEFA 슈퍼컵 1경기 출전 기록

### 국가대표팀
| 이탈리아 국가대표팀 |      |    |
| 연도                | 출장 | 골 |
| 2003                | 7    | 2  |
| 2004                | 6    | 0  |
| 합계                | 13   | 2  |

### 국가대표팀 출장 및 득점 기록
| #   | 날짜            | 경기장                         | 상대                | 결과 | 득점 | 대회                 |
| --- | --------------- | ------------------------------ | ------------------- | ---- | ---- | -------------------- |
| 1.  | 2003년 2월 12일 | 이탈리아 제노바                | 포르투갈            | 1–0  | 1    | 친선경기             |
| 2.  | 2003년 3월 29일 | 이탈리아 팔레르모              | 핀란드              | 2–0  | 0    | 유로 2004 예선전     |
| 3.  | 2003년 4월 30일 | 스위스 제네바                  | 스위스              | 2–1  | 0    | 친선경기             |
| 4.  | 2003년 6월 3일  | 이탈리아 캄포바소              | 북아일랜드          | 2–0  | 1    | 친선경기             |
| 5.  | 2003년 6월 11일 | 핀란드 헬싱키                  | 핀란드              | 2–0  | 0    | 유로 2004 예선전     |
| 6.  | 2003년 8월 20일 | 독일 슈투트가르트              | 독일                | 1–0  | 0    | 친선경기             |
| 7.  | 2003년 9월 10일 | 세르비아 몬테네그로 베오그라드 | 세르비아 몬테네그로 | 1–1  | 0    | 유로 2004 예선전     |
| 8.  | 2004년 2월 18일 | 이탈리아 팔레르모              | 체코                | 2–2  | 0    | 친선경기             |
| 9.  | 2004년 3월 31일 | 포르투갈 브라가                | 포르투갈            | 2–1  | 0    | 친선경기             |
| 10. | 2004년 4월 28일 | 이탈리아 제노바                | 스페인              | 1–1  | 0    | 친선경기             |
| 11. | 2004년 5월 30일 | 튀니지 라데스                  | 튀니지              | 4–0  | 0    | 친선경기             |
| 12. | 2004년 6월 22일 | 포르투갈 기마랑이스            | 불가리아            | 2–1  | 0    | 유로 2004            |
| 13. | 2004년 9월 4일  | 이탈리아 팔레르모              | 노르웨이            | 2–1  | 0    | 2006년 월드컵 예선전 |

## 수상

### 클럽
발렌시아
- UEFA 슈퍼컵: 2004

라치오
- 코파 이탈리아: 2003–04